# Тип обслуживания
Тип обслу́живания (Type of Service, ToS) — байт, содержащий набор критериев, определяющих тип обслуживания IP-пакетов. Поле в заголовке пакета IPv4, которое с годами приобретало различные цели, и описывалось в пяти RFC. В настоящее время ToS поле называется поле differentiated services и имеет 6 бит поля DiffServ Code Point (DSCP) и 2 бит поля Explicit Congestion Notification.
Тип обслуживания позволяет приоритизировать IP-трафик на сетевых маршрутизаторах, с целью обеспечения высокого качества передачи данных
Байт побитно (0 — старший, 7 — младший):
- 0-2 — приоритет (precedence) данного IP-сегмента
- 3 — требование ко времени задержки (delay) передачи IP-сегмента (0 — нормальная, 1 — низкая задержка)
- 4 — требование к пропускной способности (throughput) маршрута, по которому должен отправляться IP-сегмент (0 — низкая, 1 — высокая пропускная способность)
- 5 — требование к надежности (reliability) передачи IP-сегмента (0 — нормальная, 1 — высокая надежность)
- 6-7 — ECN — явное сообщение о задержке (управление IP-потоком).

| 0         | 1         | 2         | 3 | 4 | 5 | 6   | 7   |
| --------- | --------- | --------- | - | - | - | --- | --- |
| Приоритет | Приоритет | Приоритет | D | T | R | ECN | ECN |

На практике в большинстве реализаций протокола IP данное поле почти всегда равно 0.
Источники: RFC 791, RFC 2474, RFC 3168.